# Borough londonien de Lambeth
Pour les articles homonymes, voir Lambeth.
Le borough londonien de Lambeth (en anglais : London Borough of Lambeth) est un borough du Grand Londres. Situé sur la rive droite de la Tamise, il est créé en 1965 par la fusion du district de Lambeth et des districts de Clapham et de Streatham, jusque-là inclus dans le district métropolitain de Wandsworth. Selon les estimations démographiques de 2019, le borough compte 326 034 habitants.

## Géographie
Ce borough se compose de :
- Brixton ;
- Brixton Hill ;
- Clapham ;
- Clapham Park ;
- Gipsy Hill ;
- Herne Hill ;
- Kennington ;
- Lambeth ;
- South Bank ;
- South Lambeth ;
- Stockwell ;
- Streatham ;
- Streatham Hill ;
- Streatham Vale ;
- Tulse Hill ;
- Vauxhall ;
- West Dulwich ;
- West Norwood.

## Galerie

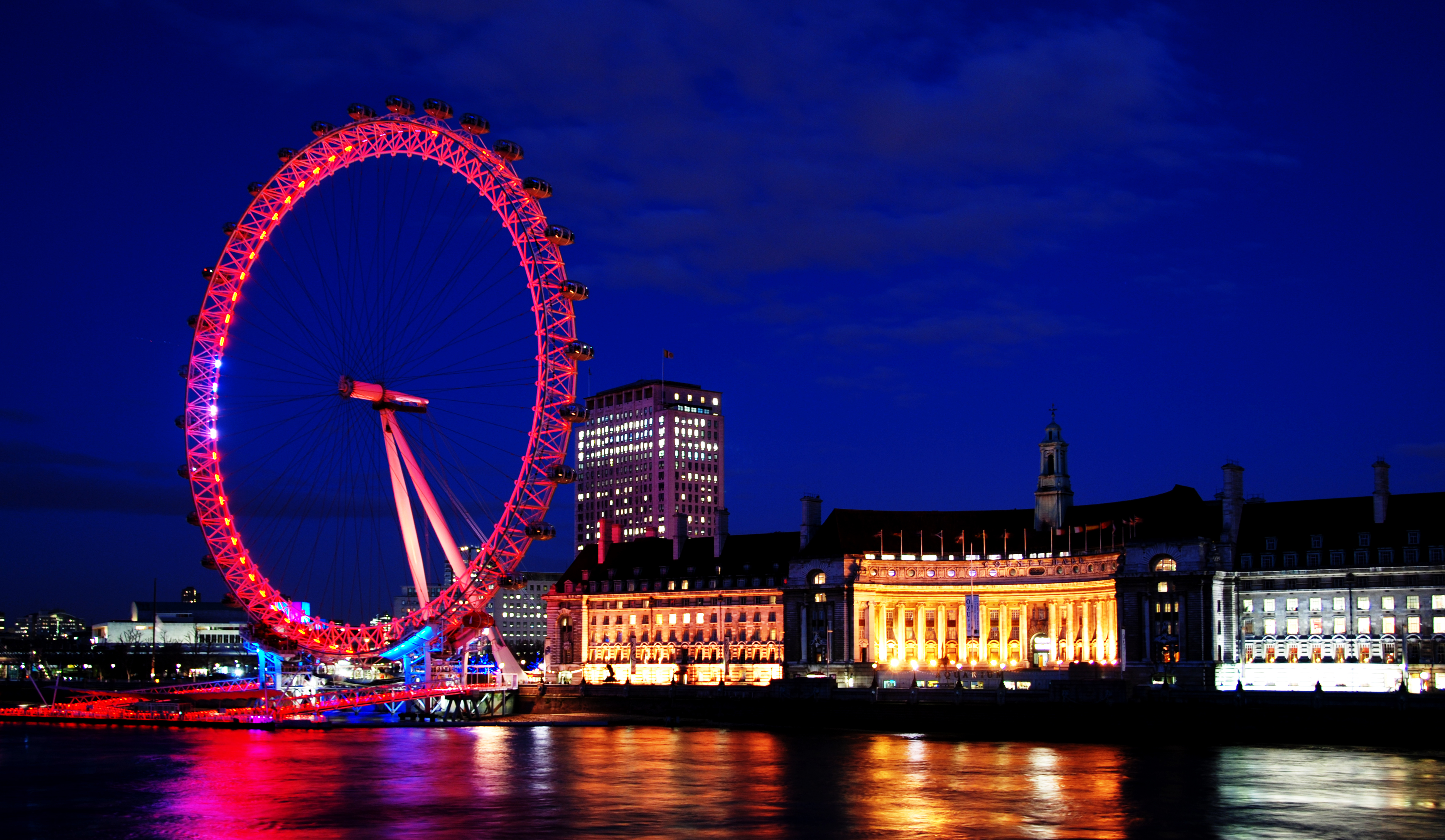
Le London Eye sur la Tamise.
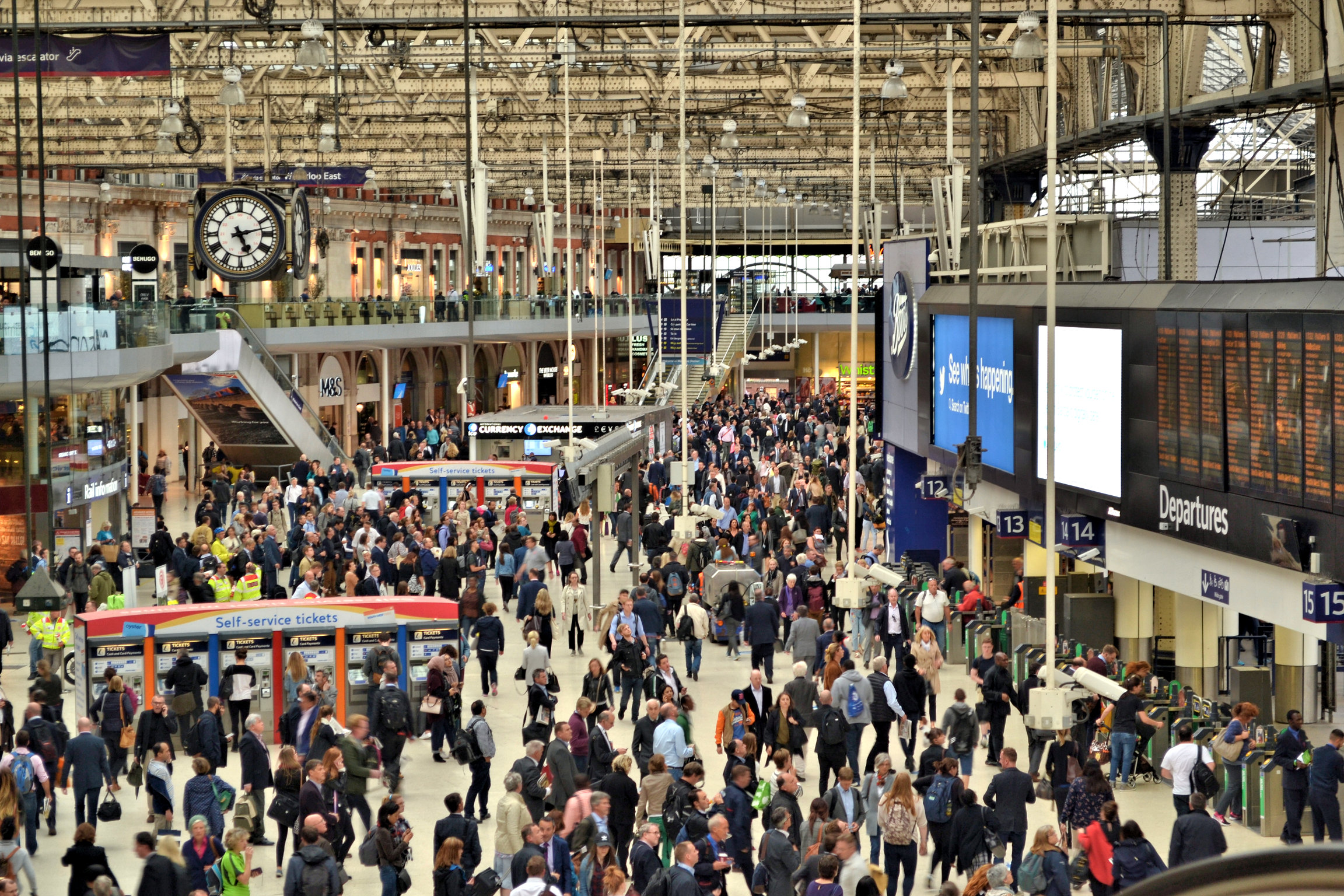
Hall de la gare de Londres-Waterloo.
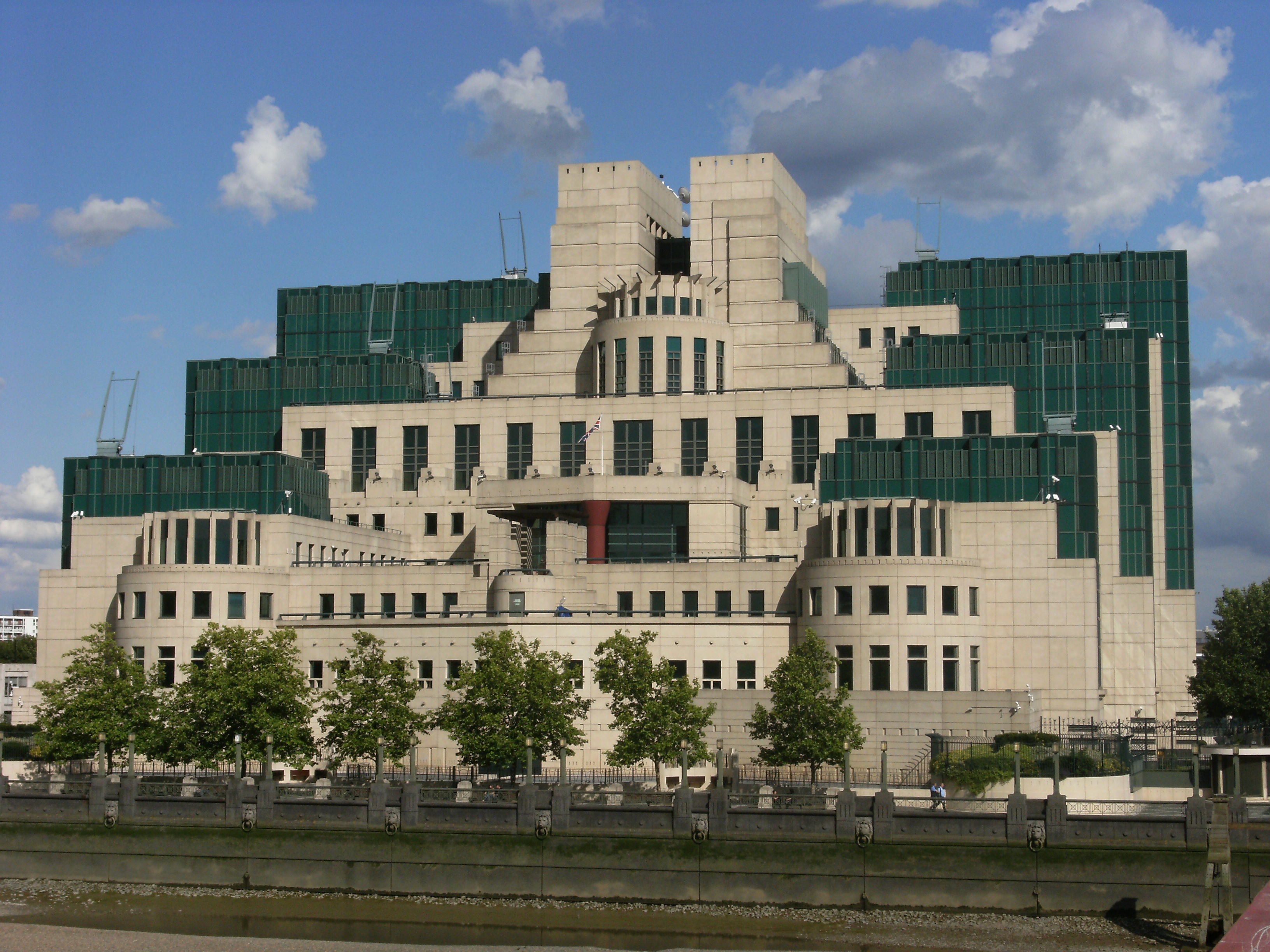
Le SIS Building sur la Tamise à Vauxhall.